# Trittau
Trittau est une commune de l'arrondissement de Stormarn dans le Schleswig-Holstein.

## Géographie
Trittau se trouve à une trentaine de kilomètres à l'est de Hambourg.

## Jumelage
- Gadebusch (Allemagne) depuis le 10 février 1990[1]